# Afromorgus lindemannae
Afromorgus lindemannae är en skalbaggsart som beskrevs av Rudolph Petrovitz 1975. Afromorgus lindemannae ingår i släktet Afromorgus och familjen knotbaggar. Inga underarter finns listade i Catalogue of Life.